# Sidlisz piwniczny
Sidlisz piwniczny (Amaurobius ferox) – gatunek pająka z rodziny sidliszowatych (Amaurobiidae). Występuje na terenie holarktyki. Jest gatunkiem rodzimym dla Europy, w XX wieku introdukowano go w Ameryce Północnej. Należy do większych pająków europejskich – samice osiągają do około 1,5 cm długości. Prowadzi nocny tryb życia, żywi się głównie niewielkimi bezkręgowcami. Bywa znajdowany w zacienionych i wilgotnych miejscach – pod kamieniami w ściółce leśnej, starych murach, jaskiniach itd., często występuje również w piwnicach i starych budynkach gospodarczych. Jako jeden z bardzo niewielu gatunków pająków sidlisz piwniczny wykazuje zachowania społeczne. Wczesnym latem samica buduje pojedynczy kokon jajowy, z którego po około trzech tygodniach wykluwa się kilkadziesiąt lub kilkaset młodych. Przez kilka tygodni samica opiekuje się potomstwem, a następnie pozwala mu się pożreć. Młode pająki jeszcze przez kilka tygodni pozostają ze sobą w gnieździe, a potem rozpoczynają samodzielne życie.

## Budowa
Sidlisz piwniczny jest jednym z największych przedstawicieli Amaurobiidae i jednym z większych pająków występujących w Europie. Samice osiągają od 8,5 do 14–16 mm długości i mogą ważyć 140–320 mg (choć masa samic przed złożeniem jaj może przekraczać 360 mg), podczas gdy samce osiągają 8–12,5 mm długości i 80–160 mg masy. Głowotułów ubarwiony pomarańczowo, ściemniający się ku przodowi. U samców odnóża i głaszczki są tego samego koloru, co głowotułów – u samic głaszczki mogą być nieco ciemniejsze niż odnóża. Szczękoczułki mają barwę ciemnopomarańczową u samców, a u samic ciemnoczerwoną do brązowej lub czarnej. Odwłok ubarwiony szaro lub szaro-czarno, w jego przedniej części znajdują się żółto-szare podłużne plamy tworzące kształt przypominający literę „u”. Wewnątrz niego mniejsze plamy tworzą mniej wyraźny kształt serca. Odnóża są brązowe i owłosione, u jaśniej ubarwionych osobników mogą na nich występować słabo widoczne obrączki.

## Taksonomia
Sidlisz piwniczny został opisany w 1830 roku przez Charles'a Athanase'a Walckenaera pod nazwą binominalną Clubiona ferox. W 1837 roku został przeniesiony przez Carla Ludwiga Kocha z rodzaju Clubiona do nowo nazwanego rodzaju Amaurobius jako A. cryptarum. Blackwall dla tego gatunku stosował nazwę Ciniflo ferox, której używali również niektórzy inni autorzy, jednak większość naukowców stosowała kombinację Amaurobius ferox, obecnie powszechnie akceptowaną.
Duża koncentracja gatunków blisko spokrewnionych z sidliszem piwnicznym – należących do grupy gatunkowej Amaurobius ferox – występuje na Półwyspie Apenińskim i w południowych Alpach, co sugeruje, że ten szeroko obecnie rozprzestrzeniony gatunek wyewoluował na obecnych terenach Włoch.

## Biologia
Amaurobius ferox prowadzi nocny tryb życia – ponad 90% czasu jego aktywności przypada na godziny mroku. Bywa znajdowany w zacienionych i wilgotnych miejscach – pod kamieniami w ściółce leśnej, starych murach, jaskiniach itd. Często występuje w piwnicach i starych budynkach gospodarczych, gdzie w zakamarkach przędzie sieci i poluje na niewielkie bezkręgowce – lądowe skorupiaki, muchówki, mrówkowate i chrząszcze. Obserwowano również sidlisze piwniczne pożywiające się dżdżownicami. Sieci służą głównie do informowania pająka o położeniu potencjalnej ofiary, a nie do unieruchamiania jej.
Sidlisz piwniczny jest jednym z niewielu pająków przejawiających zachowania społeczne. Do rodzaju Amaurobius należy jeden gatunek w pełni socjalny (A. socialis; przez niektórych klasyfikowany poza rodzajem Amaurobius) oraz trzy subsocjalne (podspołeczne) – sidlisz piwniczny, sidlisz jaskiniowy (A. fenestralis) i A. similis. U pająków socjalnych samce przeważnie stanowią zdecydowaną mniejszość społeczności (niekiedy poniżej 10%), jednak ten wzorzec nie występuje u sidliszy piwnicznych. Według badań przeprowadzonych przez Kima i Choe samce to około 51% społeczności sidliszy i taki stosunek liczebności pomiędzy płciami jest względnie stały. Podobny występuje u innego subsocjalnego pająka – Anelosimus jucundus. Prawdopodobnie podspołeczność jest stadium pośrednim w ewolucji stałej społeczności u pająków.
Do tej pory w literaturze naukowej opisano tylko jeden przypadek ukąszenia człowieka przez sidlisza piwnicznego. Ukąszony 29-letni mężczyzna porównał je z użądleniem osy (choć w skali 0–10 ból oceniono tylko na 1). Tępy ból osiągnął największe natężenie po dwóch godzinach, a ustał po dwunastu. W miejscu ukąszenia stwierdzono opuchliznę o średnicy 6 mm i zaczerwienienie o średnicy 30 mm. Po tygodniu pojawiły się czerwonawe grudki z niewielkimi pęcherzykami, a po dwóch tygodniach wszelkie ślady ukąszenia znikły. Jad sidlisza piwnicznego nie jest niebezpieczny dla ludzi. Pająk może jednak teoretycznie stanowić wektor groźnych dla człowieka mikroorganizmów, takich jak metycylinooporny gronkowiec złocisty (Staphylococcus aureus – MRSA).
Zmuszony do szybkiego biegu sidlisz piwniczny stosunkowo szybko się męczy, cechuje się on jednak większą wytrzymałością niż A. similis. Prawdopodobnie jest to związane z odpływem krwi z głowotułowia, który prowadzi do niewydolności krążenia oraz niedoboru tlenu spowodowanego zakłóceniem normalnego przepływu hemolimfy.
Amaurobius ferox jest lepiej przystosowany do niższych temperatur – gdy w suchym powietrzu temperatura przekroczy 35 °C, pająk zaczyna gwałtownie tracić wodę poprzez parowanie. Śmierć następuje po utracie 20–25% całkowitej masy ciała. Długość życia sidlisza piwnicznego wynosi około dwóch lat i obejmuje dwie zimy.

### Rozród

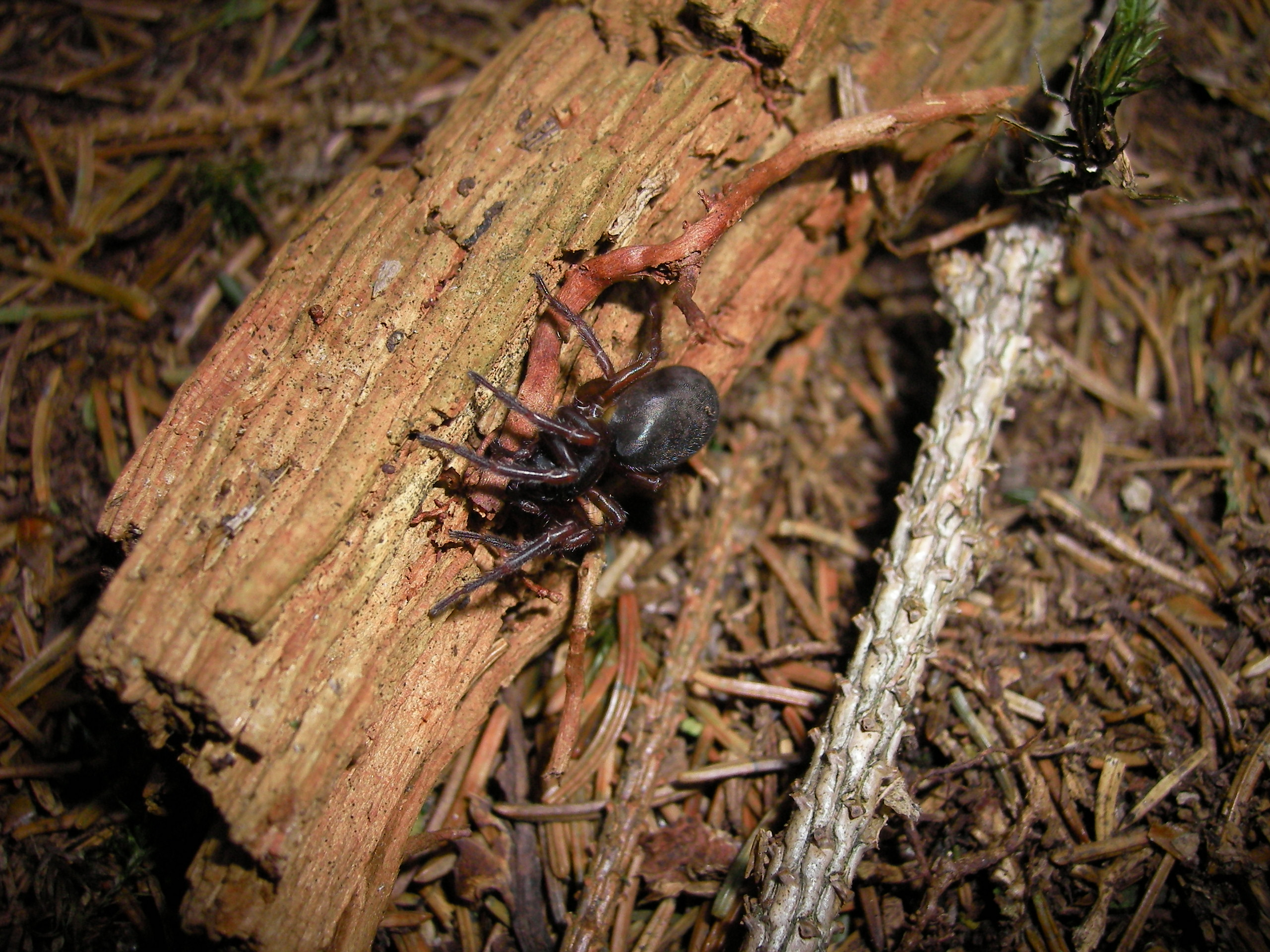
Sidlisz piwniczny

Jako gatunek semelparyczny Amaurobius ferox rozmnaża się tylko raz w życiu. Okres rozrodczy rozpoczyna późną wiosną. Pomiędzy pierwszym a dziesiątym maja zapłodnionych jest około 2/3 samic, podczas gdy pomiędzy dwudziestym pierwszym a trzydziestym pierwszym maja – 95,4%. Sugeruje to, iż sidlisz piwniczny potrzebuje dużo czasu lub niskich temperatur, aby przygotować się do rozmnażania po osiągnięciu dorosłości. Zbudowane z nici gniazda są zakładane w trudno dostępnych miejscach. Wczesnym latem samica buduje pojedynczy kokon jajowy, z którego po około 20 dniach inkubacji wykluwa się 40–135 młodych. W 1–2 dni po ich wykluciu samica składa jaja pokarmowe, które są natychmiast zjadane przez młode. Złożenie jaj pokarmowych poprzedzają zmiany w zachowaniu matki i jej potomstwa. Około pół godziny przed ich złożeniem samica wykazuje zachowanie skierowane na młode – naprawia nić i zaczyna powoli uderzać o podłoże nogogłaszczkami i przednimi odnóżami. W odpowiedzi na bębnienie odnóżami wykonywane przez matkę potomstwo zmierza ku niej i osiada na spodniej stronie jej odwłoka, pobudzając ją do szybszego złożenia jaj. Składając jaja pokarmowe samica traci średnio około 28,8% masy ciała, natomiast ich spożycie przez młode skutkuje znaczącym przyrostem masy pająków i ich szybszym linieniem, a tym samym zwiększa ich szanse na przeżycie. Przekształcając swój potencjalny drugi lęg w pokarm dla pierwszego lęgu samica maksymalizuje swoje szanse na sukces reprodukcyjny.
U sidliszy piwnicznych występuje odmiana kanibalizmu, w której młode zjadają matkę. 3–4 dni po zjedzeniu jaj troficznych młode linieją po raz pierwszy, a kolejne 1–2 dni później pożerają matkę. Akt kanibalizmu zachodzi szybko, poprzedza go kilka godzin, w ciągu których samica i jej potomstwo nawzajem się pobudzają. W szczególności zachowania matki zdają się zachęcać młode do zjedzenia jej oraz zsynchronizować ich działania. Młode pająki, które pożarły matkę, mają średnio dwuipółkrotnie większą masę ciała niż te, które tego nie uczyniły, bardziej wydłużony okres społeczny, większą skuteczność w polowaniu na duże zdobycze oraz wyższą przeżywalność. W zjedzeniu matki uczestniczą wszystkie pająki z lęgu. Akt kanibalizmu u sidliszy piwnicznych zachodzi gwałtownie – młode od razu pożerają matkę w całości, podczas gdy u innych pająków, u których występuje tego typu kanibalizm, potomstwo dzień po dniu pożywia się niewielkimi ilościami hemolimfy ze stawu odnóża matki, a zjada ją w całości dopiero po jej ewentualnej śmierci. Przez około 10 dni od zjedzenia jaj troficznych do rozpoczęcia samodzielnych łowów ciało matki jest jedynym źródłem pożywienia dla młodych sidliszy piwnicznych. W ten sposób samice przekazują średnio około 39% masy ciała swojemu potomstwu.
Niektóre z samic odizolowanych od młodych po raz drugi złożyły jaja, jednak liczba młodych w drugim lęgu była znacznie niższa niż w pierwszym, miały też one nieco mniejsze rozmiary, w efekcie samice takie odnoszą mniejszy sukces reprodukcyjny.
Po zjedzeniu matki młode pozostają w gnieździe przez 3–4 tygodnie. Dzień po pożarciu matki u młodych pająków po raz pierwszy pojawia się zachowanie polegające na zbiorowym wprawianiu sieci w drgania, których nie byłby w stanie spowodować jeden pająk. Prawdopodobnie służy to jako rodzaj obrony przed drapieżnikami. Występuje tylko wtedy, gdy z młodymi nie ma matki. Drugie linienie sidlisze przechodzą po około 12 dniach od wyklucia. Ich linienie jest silnie zsynchronizowane wewnątrz jednego lęgu, co prawdopodobnie służy zmniejszeniu różnic w rozmiarach liniejących osobników i zminimalizowaniu ryzyka kanibalizmu wśród rodzeństwa. Po drugim linieniu nie występuje już zbiorowe wprawianie sieci w drgania.
W trakcie okresu społecznego młode pająki polują razem. Dzięki współpracy są w stanie upolować ofiarę dziesięciokrotnie większą od każdego z nich. Według badań Kima i współpracowników trzy osobniki, które jako pierwsze atakowały zdobycz, odpowiadały łącznie za około 90% ataków. Pierwsze pająki, które dotarły do ofiary, żywiły się jej czułkami i odnóżami, co prawdopodobnie miało zachęcać pozostałe osobniki do zjedzenia bardziej pożywnych części ciała, takich jak odwłok i tułów. Po zdobyciu umiejętności polowania, przeważnie około 29 dni od wyklucia, sidlisze piwniczne linieją po raz trzeci. Stopień zsynchronizowania trzeciego linienia wewnątrz lęgu jest mniejszy, niż w przypadku dwóch poprzednich. Pierwsze zachowania agresywne względem rodzeństwa pojawiają się około cztery dni po drugim linieniu – w przybliżeniu wtedy, kiedy młode pająki rozpoczynają polować – i stopniowo ich natężenie wzrasta. Pierwsze osobniki odłączają się od reszty grupy po około sześciu dniach od drugiego linienia i nigdy przed nim. 95% sidliszy rozpoczyna samodzielne życie po trzeciej, a przed czwartą wylinką, jednak obserwowano przypadki, w których pająki pozostawały wraz z rodzeństwem w gnieździe przez kilka miesięcy. Sidlisze, które jako pierwsze odłączyły się od reszty grupy, są przeważnie znacznie lżejsze od tych mających dłuższy okres społeczny, co sugeruje, że gorzej radzą one sobie we współzawodnictwie z rodzeństwem. Istotnym czynnikiem mogącym wpływać na długość okresu społecznego sidliszy piwnicznych jest sieć zbudowana przez matkę. Badania Kima sugerują, że zwiększa ona efektywność polowania młodych pająków – w porównaniu z sieciami konstruowanymi przez młode.
Podczas okresu rozrodczego u samic występują wyraźne zmiany w zachowaniu. Według badań przeprowadzonych przez Kima zdecydowana większość zapłodnionych i opiekujących się jajami samic polowała aktywnie, podczas gdy matki po wykluciu się młodych rzadziej zjadały zdobycz, lecz częściej przejawiały względem niej zachowania agresywne (atakowały lub zabijały bez zjadania). Po złożeniu jaj pokarmowych samice broniły potomstwa jeszcze bliżej niego – 45% nie poruszyło się, a tylko 12% zjadło podaną im do sieci poczwarkę świerszcza. Sugeruje to, że dla sidliszy piwnicznych bardziej istotna jest obrona wyklutych młodych, niż możliwość zwiększenia własnej masy ciała.

## Biogeografia
Sidlisz piwniczny występuje na terenie holarktyki. Jest pająkiem rodzimym dla Europy – prawdopodobnie wyewoluował na terenie dzisiejszych Włoch – jednak w XX wieku został introdukowany na wschodzie Ameryki Północnej. W czerwcu 1987 roku w kilku domach w Lawrence w hrabstwie Douglas w stanie Kansas odnaleziono sidlisze piwniczne. Stanowisko to jest oddalone o co najmniej kilkaset mil w stosunku do najbardziej wysuniętej na zachód znanej wcześniej lokalizacji. Sidlisz piwniczny jest pospolitym gatunkiem w Europie, jednak np. w Kansas jego pojawianie się w ludzkich domach zostało opisane jako „okazjonalne”, mimo iż jest on tam gatunkiem typowo synantropijnym, rozmnażającym się wewnątrz budynku i rzadko występującym w środowisku naturalnym.